# Galloglass
Galloglass foi uma banda de power metal melódico, formada em 1999 na Alemanha. Suas atividades encerraram-se em 2007. 

## Membros

### Membros atuais
- Carsten Frank - vocal
- Norbert Geiseler - guitarra
- Kai Mühlenbruch - guitarra
- Drik Zelmer - baixo
- Arnd Lorenz - bateria

## Discografia

### Álbuns
- Legends from Now and Nevermore (2003)
- Heavenseeker (2005)